# Radio Impala
Radio Impala war ein privater Hörfunksender mit Sitz in Berlin. Es übernahm große Teile seines Programms vom Auslandsdienst der russischen Regierung, Stimme Russlands, die einzelne Sendungen exklusiv für den Sender produzierte.

## Geschichte

### Gründungsgeschichte des Senders
Im Mai 2012 wurde das Unternehmen Pleximedia in Berlin-Charlottenburg gegründet und begann mit dem Betrieb eines Privatrundfunkunternehmens. Es ging aber erst am 3. September 2012 unter dem Namen Radio D1 in Berlin mit einem „Rumpfprogramm“ mit Popsongs und Jingles auf Sendung, das später zum Infokanal ausgebaut werden sollte. Geplant war, noch im selben Jahr weitere Ballungsraumsender in den Regionen Frankfurt, Baden-Württemberg und Nordrhein-Westfalen unter der gemeinsamen Dachmarke TopDABRadio in Betrieb zu nehmen. Noch im September wurde das Programm mit der Senderkennung „Radio Lux“ gesendet. RTL-Kommunikationschef Michael Duderstädt erklärte daraufhin, die Namensähnlichkeit sei rein zufällig, RTL habe mit dem Unternehmen nichts zu tun und der Sender sei gebeten worden, den Namen wegen der Verwechslungsgefahr zu ändern. Am Namen D1 hatte sich ein Telekommunikationsunternehmen gestört, vorübergehend wurde das Programm mit der Kennung „iX“ und „iXar“ gesendet, was Dehnmedia an eine Computerzeitschrift erinnerte. Am 2. Oktober wurde der endgültige Name Radio Impala verwendet.
Im September 2012 erhielt Pleximedia die Genehmigung, das bereits bundesweit zugelassene russisch-deutschsprachige Programm in Hessen zu verbreiten. Alleiniger Gesellschafter war zu diesem Zeitpunkt Vartan Toganyan, Besitzer und Geschäftsführer der Eurasian Media Group mit Sitz in Moskau (später wurden 100 % der Anteile von Pleximedia an ein Unternehmen namens New Century United Enterprise GmbH mit Sitz in Potsdam abgetreten). Der Sendebetrieb startete in Hessen Anfang Dezember. Bei der Ausschreibung des DAB-Multiplex in Nordrhein-Westfalen nannte Pleximedia im Juni 2012 TopDABRadio als Arbeitstitel, bevor Impala im November 2012 zur Teilnahme am DAB-plus-Pilotprojekt zugelassen wurde.
Im Januar 2013 wurde bekannt, der Auslandssender der russischen Regierung, Stimme Russlands, plane ein neues Hörfunkprogramm mit dem Namen Radio Moskau, das über DAB+ in Deutschland verbreitet werden solle. Auf der Facebook-Seite habe der Sender angekündigt, dass das Programm „frischer und dynamischer daherkommen“ solle, als der deutschsprachige Auslandsdienst der Stimme Russlands und mehr jüngere Menschen mit Informationen über Russland informieren solle. Der offizielle Programmstart war für den 1. April 2013 angekündigt. Bis dahin übernahm Radio Impala für täglich 18 Stunden dessen Programm. Das in Vierstundenblöcke aufgeteilte Programm wurde nur in der vierten Stunde von Pleximedia gestaltet. Der Sender wolle „sein richtiges Programm ab den 1. April starten“. Im April wurde das Programm in Nordrhein-Westfalen aufgeschaltet, der Aufbau des Programms war nach Angabe von Geschäftsführer Kats zu dieser Zeit weitestgehend abgeschlossen. Die Übernahme von Sendungen der Stimme Russlands, beispielsweise Nachrichten, wurde danach beibehalten.

### Programm
Zu Beginn bot das Programm musikalische Klassiker aus 60 Jahren Rock- und Popgeschichte. Nach Ansicht des Geschäftsführers Kats konzentrierte man sich „auf Titel, die auf anderen Wellen ein wenig in Vergessenheit geraten“ seien. Mit dem Schwerpunkt auf jungen Künstlern mit aktuellen Titeln wolle man nach Angabe auf der Senderhomepage die Radiovielfalt in Deutschland bereichern. Inhaltlich richtete sich das Programm u. a. an Entscheider und Investoren in Deutschland.
Das Programm wurde mit Lounge-Musik untermalt, wie es auf der sendereigenen Website hieß. Des Weiteren wurden in der monatlichen Sendung „Solaris Empire Lounge“ Künstler der „Lofi-Lounge“-Konzerte im Nachtklub Schokoladen und „Solaris-Empire“-Künstler vorgestellt. Der Musikstil reichte dabei von Indie-Pop/-Rock bis hin zur Vorstellung von Singer-Songwritern. Darüber hinaus wurden in „Susanns Show“ neue Interpreten in Form von musikalischen Interviews gefördert, so z. B. Sam Wareing mit ihrem Projekt „Wasp Summer“ und Marie Leão von Wonderska (Ska). Zu den bekannteren Musikern gehörten z. B. die finnische Musikerin Islaja oder der japanische Gitarrist Takeshi Nishimoto.
Zum gemeinsamen Programm der Stimme Russlands und Radio Impala gehörte das Nachrichtenmagazin Berlin Live, moderiert von Anastasia Gorokhova, Alexander Sorkin und Armin Siebert (Radio Fritz). Es wurde von der Stimme Russlands in Berlin produziert und nach Einstellung des Sendebetriebs von Impala ebenfalls eingestellt. Darin wurden dreimal wöchentlich im Abendprogramm aktuelle Themen mit Medienschaffenden, Politikern, Kulturschaffenden und Experten besprochen. Offizieller Programmpartner der Stimme Russlands war Radio Impala nicht.

### Verbreitung und Ende des Sendebetriebs
Das Programm startete in Berlin (Fernsehturm, DAB-Block 7B unter dem Namen Radio D1) und danach in der Rhein-Main-Region (Großer Feldberg/Frankfurt Europaturm, DAB-Block 11C) und im landesweiten Multiplex in Nordrhein-Westfalen, 11D jeweils mit 72 kb/s im Modus DAB+. Daneben war das Programm über die Homepage des Senders mit 128 kB/s verfügbar. Die Senderkennung dort lautet „Radio Impala P2B Media Net01“.
Am 10. November 2014 wurde bekanntgegeben, dass der russische Auslandsrundfunk zu Radio Sputnik umbenannt und restrukturiert werde. Tags darauf begann der Sendebetrieb unter diesem Namen. Mit dem Auslaufen des Vertrages mit der Stimme Russlands wurde der Sendebetrieb von Radio Impala Ende Dezember 2014 in NRW und Hessen eingestellt. Bis zum Ende der Kündigungsfristen für die DAB-Sender in Berlin lief dort und im Livestream noch einen Monat länger Instrumentalmusik. Danach wurde auch der Veranstalter Pleximedia am Standort Berlin praktisch abgewickelt und ist nach der Verschmelzung mit der Costa GmbH (Potsdam) am 3. September 2015 erloschen.